# Tamás St. Turba
Tamás St. Turba (* 17. August 1944 in Fót) ist ein ungarischer Fluxuskünstler, der als eine Schlüsselfigur der ungarischen Post-Avantgarde gilt.

## Leben und Werk
Tamás St. Turba war in den 1960ern Dichter der Konkreten Poesie und der Visuellen Poesie, Cartoonist und Mail-Art-Künstler, bevor er neo-sozialistischer Realist wurde.
1966 initiierte er mit Gábor Altorjay  das erste Happening in Ungarn. 1968 gründete er die Internationale Parallele Union der Telekommunikation (IPUT), deren Superintendent er inzwischen ist. 1969 organisierte er das erste Fluxus-Konzert Az Ebéd / Das Mittagessen in Budapest. Ein zweites Fluxus-Konzert 1973 wurde kurz vor der Aufführung verboten und genau zwanzig Jahre später nachgeholt. St. Turba, der unter verschiedenen Pseudonymen arbeitet, zum Beispiel Tamás St. Auby, damals: Tamás Szentjóby, ließ sich auch durch zahlreiche Repressionen nicht davon abhalten, weitere Happenings und Aktionen durchzuführen. Bei der ungarischen Staatssicherheit war er unter dem Decknamen „Schwitters“ bekannt. Centaur (Kentaur) (1973–1975) ist ein bekannter Schwarzweißfilm von Tamás St. Auby. 1975 wurde Tamás St. Turba des Landes verwiesen. Er ließ sich in Genf nieder und eröffnete dort das neue Hauptquartier von IPUT und entwickelte das LSP 1984 W weiter. 1991 kehrte er nach Ungarn zurück und lehrte an der Ungarischen Akademie der Bildenden Künste.
2001 gründete St. Auby die Globale Front der Anti-Kunstgeschichtsfälscher der Neo-Sozialistisch-Realistischen IPUT (NETRAF), in deren Namen er ca. 1.100 zwischen 1956 und 1976 entstandene und bis heute kaum bekannte, da zu ihrer Entstehungszeit verbotene Kunstwerke digitalisierte, um sie 2003 als Portable Intelligence Increase Museum zu präsentieren.
Tamás St. Turba stellt international aus, unter anderem war er 2012 Teilnehmer der dOCUMENTA (13) in Kassel.